# Franciszek Pfanhauser
Franciszek Pfanhauser (ur. w grudniu 1796 w Warszawie, zm. po 1865 we Florencji) – polski malarz, kolekcjoner, pedagog, konserwator obrazów.
Naukę malarstwa podjął w 1812 roku w Liceum Warszawskim pod kierunkiem Zygmunta Vogla, a następnie Marcela Bacciarellego. W 1817 roku zapisał się na Wydział Sztuk Pięknych Uniwersytetu Warszawskiego. Później, korzystając ze stypendiów rządowych, podjął studia w Wiedniu, a następnie w Rzymie, przysyłając stale obrazy na wystawy w Warszawie.
Początkowo zajmował się malowaniem kopii dzieł, m.in. Tycjana, ale w 1825 roku przysyłał na wystawy już własne kompozycje, m.in. "Zaślubienie Władysława Jagiełły z Jadwigą" i "Edypa prowadzonego przez Antygonę". Przed 1834 rokiem powrócił do kraju, a w 1837 roku wziął ślub z malarką Amelią Lepige. W tym czasie zajmował się przede wszystkim malowaniem portretów. Namalował m.in. portrety Marii Szymanowskiej, gen. Jana Zygmunta Skrzyneckiego (Muz. Wojska. Pol. w Warszawie), Elżbiety z Czabanów Wieman (Muzeum Narodowe w Warszawie), czy Pauliny z Wasilewskich Tykiel (Muzeum Narodowe w Warszawie) i wiele innych. Malował także obrazy religijne dla warszawskich kościołów, m.in. "Hołd Trzech Króli" dla katedry pod wezwaniem św. Jana w Warszawie. Wiele z obrazów Pfanhausera zaginęło w czasie drugiej wojny światowej.
Jednym z zajęć Franciszka Pfanhausera było kolekcjonowanie obrazów, które wystawiał następnie na licznych wystawach, m.in. w Petersburgu (1844). W swojej kolekcji posiadał m.in. obrazy Rafaela, Rubensa, Rembrandta.
Zasłynął także jako zdolny konserwator obrazów, m.in. Galerii Łazienkowskiej w latach 1833–1839.
W 1836 otworzył Szkołę Malarstwa dla 12 uczniów, którą prowadził aż do wyjazdu do Florencji w 1848.
Obrazy Franciszka Pfanhausera można zaklasyfikować do realizmu mieszczańskiego. Cechowały je bezbłędna technika, ciemna tonacja, harmonizowane barwy.